# Digital Deceit
Digital Deceit – singel grupy After Forever wydany w 2004 roku.

## Lista utworów
1. "Digital Deceit (Single Version)" – 4:07
2. "Eccentric (Orchestral Version)" – 4:34
3. "Sins Of Idealism (Single Version)" – 4:11
4. "Blind Pain (Aggressive Version)" – 4:17
5. "Interview" – 9:50

## Twórcy
- Floor Jansen – wokal
- Sander Gommans – gitara, growl
- Bas Maas – gitara
- Luuk van Gerven – gitara basowa
- Lando van Gils – keyboard
- Andre Borgman – perkusja